# Rue de Traktir
La rue de Traktir est une voie du 16e arrondissement de Paris, en France.

## Situation et accès

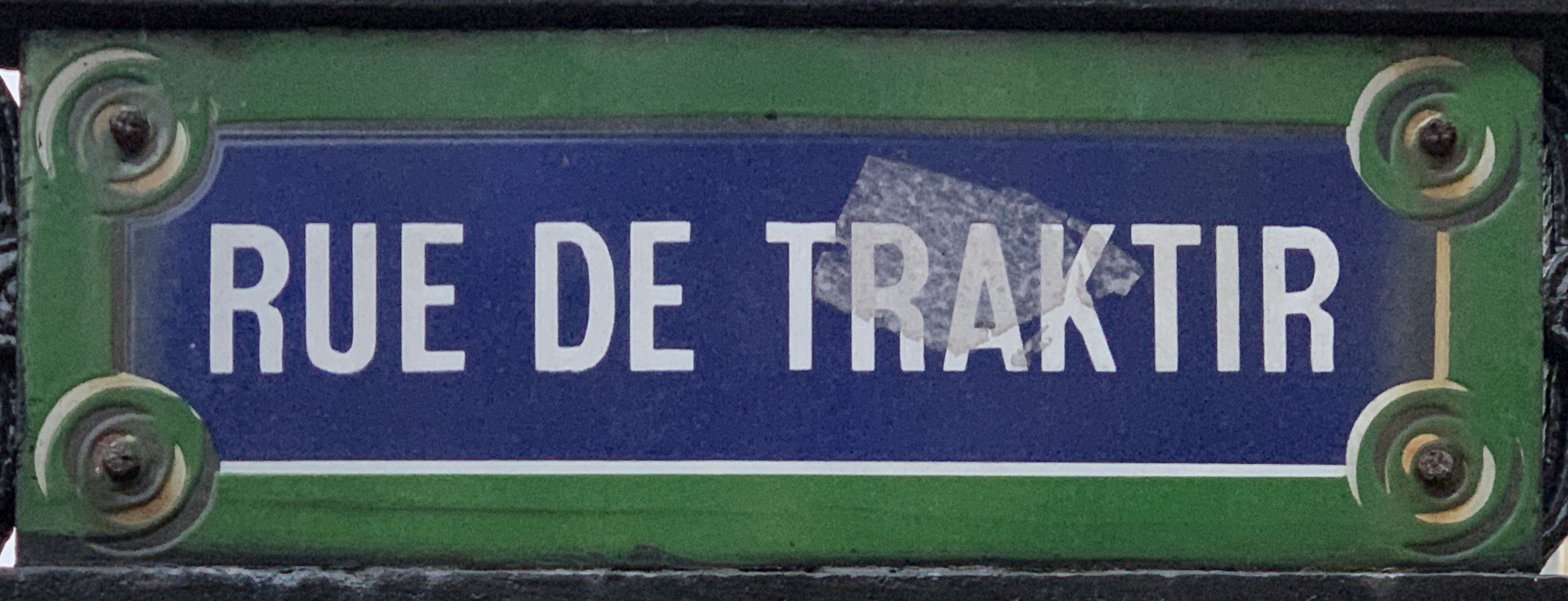
Plaque de rue.

La rue de Traktir est une voie publique située dans le 16e arrondissement de Paris. Elle débute au 14, avenue Victor-Hugo et se termine au 9, avenue Foch.
Le quartier est desservi par la ligne 6 à la station Kléber.

## Origine du nom
Son nom fait référence à la bataille de Traktir remportée sur les Russes le 16 août 1855 durant la guerre de Crimée.

## Historique

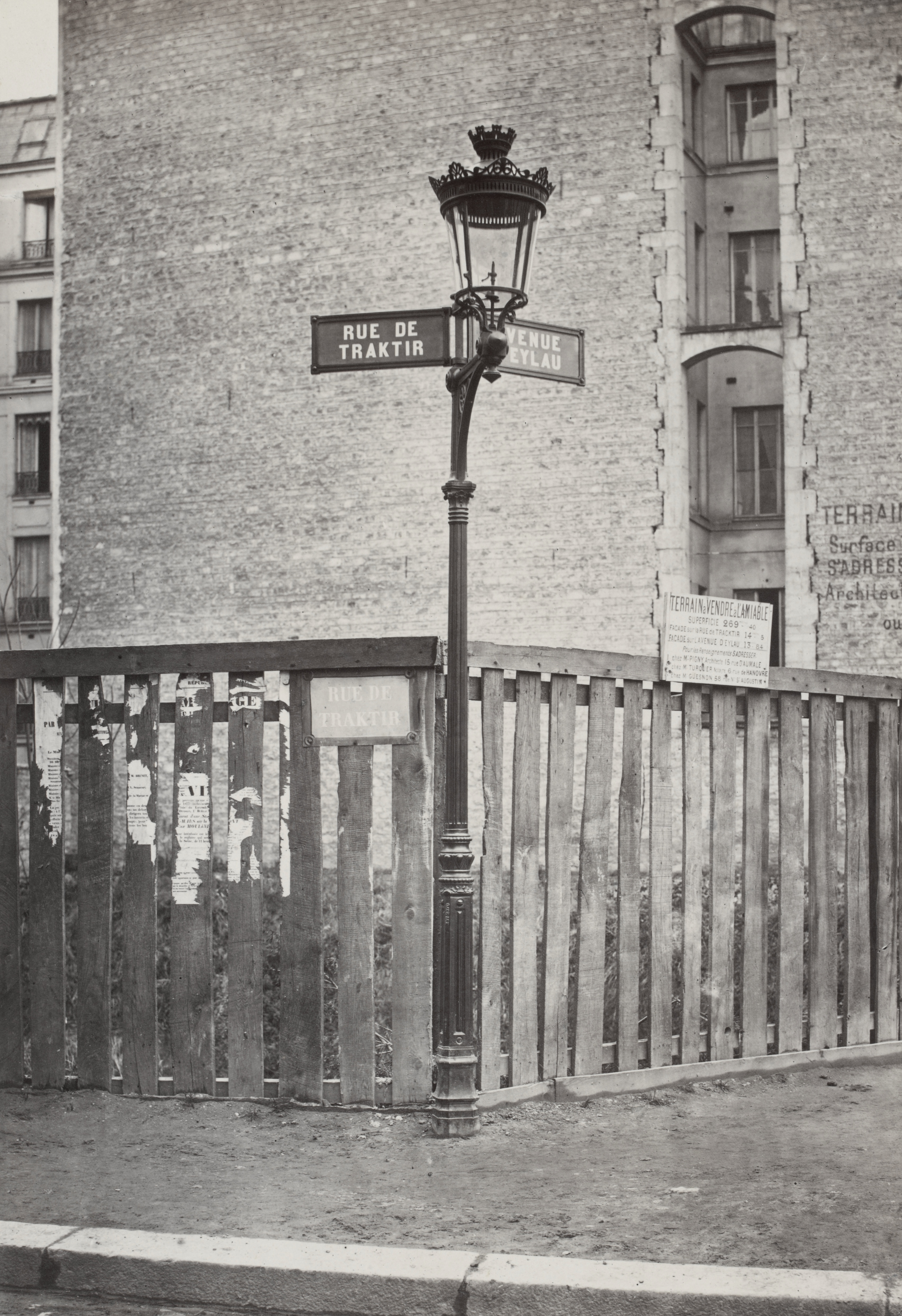
Plaque de la rue en 1878, au croisement avec l'avenue d'Eylau (actuelle avenue Victor-Hugo, à ne pas confondre avec l'actuelle avenue d'Eylau).

Cette rue a été créée par un décret du 2 octobre 1865 par le détachement d'une partie de la rue de Bellevue.

## Bâtiments remarquables et lieux de mémoire
- No 1 (angle avenue Victor-Hugo) : restaurant Prunier, inscrit au titre des monuments historiques en 1989, construit en 1925 par l’architecte Louis-Hippolyte Boileau. La décoration de la façade est l’œuvre du mosaïste Auguste Labouret. Le graveur sur verre Paul Binet, le dessinateur Léon Carrière et le sculpteur Le Bourgeois ont également participé à la décoration du lieu. Le restaurant a été réhabilité en 1993 par l’architecte Yves Boucharlat[2].
- No 4 (angle de l'avenue de Foch) : immeuble de logements de haut standing construit en 1950 par l’architecte Jean Boudriot[3].

## Dans la littérature
Marcel Proust mentionne la rue de Traktir plusieurs fois dans À la recherche du temps perdu : la résidence parisienne de Charles Swann est située au « 6 rue de Traktir ».